# Journal asiatique
Le Journal asiatique est une publication française fondée en 1822 par la Société asiatique dans le but de promouvoir les études orientalistes. C'est l'une des plus anciennes publications en français toujours existantes. Il est aujourd'hui publié avec le concours du Centre national de la recherche scientifique. En plus du français, les langues acceptées sont l'anglais, l'allemand, l'espagnol et l'italien.

## Contributeurs
Parmi ses contributeurs, on citera Antoine Bazin, Édouard Biot, Marie-Félicité Brosset, Henri de Contenson, Joseph Derenbourg, Hartwig Derenbourg, Louis Finot, Fulgence Fresnel, René Grousset, Mayer Lambert, Henri Maspero, Paul Masson-Oursel, Adolf Neubauer, Robert des Rotours, Antoine-Jean Saint-Martin, Friedrich Eduard Schulz, Rolf Stein, Jean-François Jarrige, Melchior de Vogüé...
Le Journal asiatique paraît sans interruption depuis sa création. C'est aujourd'hui un semestriel publié avec le concours du CNRS.
Les rédacteurs successifs du Journal asiatique, de 1822 à nos jours :
- Antoine-Jean Saint-Martin (1822-1832)
- Jean-Baptiste-André Grangeret de Lagrange (1832-1858)
- Jules Mohl (1858-1876)
- Charles Barbier de Meynard (1876-1892)
- Rubens Duval (1892-1908)
- Louis Finot (1908-1920)
- Gabriel Ferrand (1920-1935)
- René Grousset (1935-1946)
- Jean Sauvaget (1946-1950)
- Marcelle Lalou (1950-1967)
- James Février (1967-1972)
- Daniel Gimaret (1972-1992)
- Denis Matringe (1993-2001)
- Cristina Scherrer-Schaub (2001-2008)
- Gérard Colas (2008-2011)
- Jean-Marie Durand (2011-2017)
- Grégory Chambon et Pierre Marsone (2017-)